# The Woman Who Dared (film 1916)
The Woman Who Dared è un film muto del 1916 diretto da George E. Middleton.

## Trama
La principessa Beatriz de Rohan gode un momento di grande successo personale come cantante lirica. Donna bellissima, tra le più ammirate dell'alta società, è corteggiata suo malgrado dal conte italiano D'Olli, un diplomatico in possesso di importanti documenti segreti tra cui il trattato tra Italia e Russia. Il fratello di Beatriz, che vuole rubare le carte di D'Olli in modo che il governo francese possa esaminare il trattato segreto, convince la sorella ad aiutarlo. Lei riesce a mettere le mani sul documento che affida a Guyot, un agente francese. Ma l'uomo viene ucciso dagli scagnozzi del duca Grozzi, il quale ora intende ricattare Beatriz accusandola di doppio gioco con il conte. Testimone dell'omicidio è Noel Brent, un giovane americano innamorato di Beatriz. A lui, Guyot, nei suoi ultimi istanti, affida l'importante documento chiedendogli di restituirlo a Beatriz. Per proteggere l'amata, Noel mette in gioco il suo buon nome e, alla fine, conquista Beatriz sottraendola al conte D'Olli.

## Produzione
Il film fu prodotto dalla California Motion Picture Corporation.

## Distribuzione
Distribuito dalla California Motion Picture Corporation, il film uscì nelle sale cinematografiche USA nel novembre 1916.